# Larry Diamond
Pour les articles homonymes, voir Diamond.
Larry Diamond, né le 2 octobre 1951, est un professeur, auteur, conférencier, conseiller sur la politique étrangère, l'aide internationale et la diplomatie américaine.
Début 2004, il était conseiller sur le gouvernement de l'Autorité de la Coalition provisoire en Irak. Il est actuellement professeur de sociologie et de sciences politiques à l'université Stanford et doyen de la Hoover Institution ainsi que membre consultatif du comité de la Roosevelt Institution. Il est également co-rédacteur du Journal of Democracy. En 2006, Diamond a été interviewé par le groupe Boulanger-Hamilton d'études pour l'Irak.
Il fut de 1994 à 2009, un des co-directeur de fondation de l'International Forum for Democratic Studies crée à l'initiative du National Endowment for Democracy.

## Citations
- « I was, frankly, shocked and appalled by the lack of resources and equipment. Many of my colleagues were deeply frustrated, if not enraged, by it. I think we lost lives because of it. »
- « If we had listened to the various reports and analyses that had been prepared, many of them from within the U.S. Government, in advance of the war, we would have realized that Iraqis would not stand for an occupation, and certainly not one combining in its authority two countries they deeply distrusted and resented, the United States and Britain (Iraq's former colonial ruler). »